# 呂大陞
呂大陞（？—1855年），中國清朝軍事將領，福建人。
1843年從游擊升任台灣北路協副將。1853年，因為福建廈門被太平軍攻下，被福建總督王懿德薦舉，從台灣帶兵投入戰場。呂大陞在此戰役中，獲得勝利，成功從太平軍手中奪回廈門，因此於1854年（咸豐4年）接任台灣鎮總兵。同年因台灣追捕盜匪過程中及翌年的太平軍惠州對戰中，陸續失利，被除去台灣總兵位置。1855年，交接職務，在返閩過程中，意外身亡。
呂大陞是第一位前往中國大陸參與戰事的台灣鎮總兵。